# Мекіца
Мекіца (болг. мекица; мн. мекици) — традиційна болгарська страва, коржик з тіста з йогуртом, який обсмажують у олії . Також зустрічається у Північній Македонії та Сербії. Тісто готують з борошна, яєць, йогурту, розпушувача, води, солі та олії. У Сербії їх називають mekike (од. ч. mekika), mekica чи pitulica. Назва походить від слов'янського кореня «мек» («м'який»), що відноситься до текстури страви. Мекіца схожа на угорський лангош та британський йоркширський пудинг. Це традиційна страва для сніданку.
Страва була винайдена у V столітті на території сучасної Болгарії, досі актуальна і популярна в регіонах Сербії, Болгарії та Північної Македонії та є загальноприйнятою культурною стравою. У Північній Македонії страву готують за тиждень після народження дитини. У день святкування новонародженого за традицією мекіца має бути в будинку, де дитина житиме, але на цей час це свято найчастіше відбувається у ресторанах.

## Приготування
Після того, як тісто підніметься, його рвуть на невеликі кульки, розкочують у плоскі коржики та обсмажують на олії. У рецептах можуть використовуватися дріжджі, харчова сода, молоко чи йогурт. По рецепту села Пистрен, Старозагорско, мекики готують на дрожжах й простокваші. У рецепті із Сілістри використовуються йогурт та сода, в одному із сел неподалік від Стара-Загора використовуються дріжджі та йогурт, а в рецепті з Айтосу — дріжджі та молоко. Один із найстаріших відомих рецептів містить тільки дріжджі, борошно, сіль і цукор, а як єдиний рідкий інгредієнт використовується вода. Рекомендується формувати мекіці перед смаженням мокрими або змащеними маслом руками, найчастіше смажиться на олії.
При подачі мекіцу часто посипають цукровою пудрою, поливають варенням, медом або посипають бринзою. Її також можна їсти з йогуртом.

## Див.також
- Перепічка